# Acanthinus myrmecops
Acanthinus myrmecops es una especie de coleóptero de la familia Anthicidae.

## Distribución geográfica
Habita en  Estados Unidos.